# 南塬乡
南塬乡，是中华人民共和国甘肃省临夏回族自治州临夏县下辖的一个乡镇级行政单位。

## 行政区划
南塬乡下辖以下地区：
贾家沟村、韩沟村、定坪村、源泉村、江家寨村、尕塬村、张河西村、谢家坡村、陈黄村、张王村和小寨村。